# Кутія
Ку́тія (Cutia) — рід горобцеподібних птахів родини Leiothrichidae. Представники цього роду мешкають в Гімалаях і горах Південно-Східної Азії.

## Види
Виділяють два види:
- Кутія гімалайська (Cutia nipalensis)
- Кутія в'єтнамська (Cutia legalleni)[5][6]

## Етимологія
Наукова назва роду Cutia походить від непальської назви гімалайської кутії (Cutia nipalensis)